# Запорізький обласний театр ляльок
Комунальний заклад «Запорі́зький академiчний обласни́й теа́тр ляльо́к» Запорізької обласної ради — україномовний обласний театр ляльок у Запоріжжі, заснований у 1939 році Надією Йосипівною Копп.

## Історія
Свою творчу біографію театр розпочав 1939 року. Засновником-організатором стала Надія Йосипівна Копп — художній керівник і режисер, і вже у 1940 році театр завоював симпатії маленьких глядачів міста Запоріжжя і області. За короткий термін довоєнного творчого життя театр створив такі вистави — «За щучим велінням», «Золотий ключик», «Горбоконик», «Вовк та семеро козенят», «Кіт у чоботях», «Мийдодір» та інші. Водночас художником-скульптором театру працювала Ольга Костянтинівна Моргульова. Весь склад театру налічував 18 осіб. Працював театр до липня 1941 року.
Друга світова війна припинила роботу театру, але ж відразу після закінчення війни, та з поверненням до Запоріжжя основної групи творчого складу, було піднято питання про продовження роботи театру ляльок. Повоєнні роки були роками другого народження театру. 8 грудня 1945 року знову почав свою творчу діяльність Запорізький обласний театр ляльок, а 15 січня 1946 року маленькі мешканці міста побачили виставу Н. Гернет «Гусенятко».
У кінці 1946 року театр подарував дітям нову виставу Т. Тараховської «За щучим велінням», а до новорічних свят дві нові вистави В. Швембергера «Машенька та ведмідь» і «Маленький та хоробрий». Окрім вистав для дітей колектив театру почав пробувати сили в створенні вистав для дорослого глядача. У постановочний план на 1947 рік було включено п'єсу Н. Копп «Дніпробуд».
Деякий час театр працював без свого приміщення і транспорту. Але в серпні 1948 року все ж отримав невеличкий зал і дві кімнати по вул. Совнаркомівській 105. Творчий колектив працює багато і плідно, з'являються нові вистави Н. Гернет «Кришталевий черевичок», вистава для дорослих «Віц-мундир» П. Коротигіна, «Каштанка» (за А. Чеховим).
1951—1959 роки — театр ляльок працює у складі Запорізької обласної філармонії. У цей час керівником трупи стає Михайло Олександрович Лисов. В особі М. Лисова поєднався талант художника і режисера, що дало театру яскраві вистави в оформленні та постановках. Це неповторні «Пурпурова квітонька», «Морозко» тощо. Його вистави «Колобок» О. Патріка, «Два майстри» Ю. Єлісєєва займають вагоме місце в репертуарі.
1970 рік — театр, який знову стає самостійною адміністративно-творчою одиницею, очолює Олександр Йосипович Бураковський, який за короткий термін керівництва театром зумів створити у колективі атмосферу творчого пошуку й експерименту.
У 1972 році в театрі була поставлена вистава для дорослих за твором Володимира Маяковського «Клоп». Ідея цієї постановки належала директору театру О. Й. Бураковському, а художником постановником був М. Лисов.
1982—1984 рр. — директором театру працював Михайло Васильович Захаревич. Його прихід до театру ляльок — це одна з яскравих сторінок творчого життя колективу.
Під час його керівництва змінюється режисерсько-акторський склад театру, приділяється багато уваги підвищенню професійного рівня вистав, поліпшується гастрольна діяльність театру. Як режисер, здійснює постановку вистави за п'єсою К. Колоді «Пригоди Піноккіо».
1984—1998 р. — директором театру працює Григорій Петрович Шевченко, який на довгі роки стає натхненним організатором театру, створює атмосферу творчого пошуку. У 1986 році театр ляльок переїжджає у приміщення колишнього міського палацу Піонерів, де з успіхом працює й сьогодні.
Анатолій Андрійович Галімон — заслужений діяч мистецтв України. Головний режисер театру ляльок з 1987 по 2006 рр. Здійснені ним постановки надовго увійшли до репертуару театру, це: «Женьчик-Бреньчик» Г. Усача, «Василиса Премудра» І. Токмакової та С. Прокоф'євої, «Маленька фея» В. Рабадана, «Біла троянда» Бели Юнгера, «Шоу бешкетника Піфа» Є. Жуковської та М. Астрахан.